# 三联生活周刊
《三联生活周刊》是一本综合性新闻和文化类的中文周刊，由中国出版集团下属的生活·读书·新知三联书店主办。杂志吸收学习美国《时代周刊》风格，其口号是“一本杂志和他倡导的生活”。

## 前身
邹韬奋于1926年10月接办《生活》周刊。1994年12月，《三联生活周刊》推出试刊号。1995年1月14日，时逢邹韬奋诞辰100周年，《三联生活周刊》在继承《生活》周刊传统的基础上于北京正式创刊。

## 发展历程
第一阶段（1995年创刊至2000年）
《三联生活周刊》首任主编为钱钢，副主编杨浪。1995年9月，在杨浪夫人的《农家女》杂志工作的朱伟加入周刊，接任主编。杂志从1996年起以半月刊形式出版。杂志内容主打文化批评，涵盖生活各方面，并对当下重要新闻进行讨论，提出文化人的观点，比如王小波的专栏“晚生闲谈”、书评“畅销书与排行榜”等。
第二阶段（2001年至2004年）
受9.11事件影响，杂志于2001年转型为周刊，新闻性逐渐增强。陆续推出更具时效性的报道，比如对9·11事件连续5期的跟踪报道及反贪系列《贪官李纪周》，《广西贪官网》，《河北贪官权力场》等。
第三阶段（2005年至2009年）
从新闻性周刊转向综合性周刊，范围愈加宽泛。比如2005年抗战胜利60周年纪念，杂志做了重访历史细节的一个系列；2006年青藏铁路通车，以考察文化地理做了一个系列。
第四阶段（2010年至今）
杂志试水新媒体。推出移动客户端，及供读者交流的生活者社区。2014年底，担任主编十九年的朱伟卸任，李鸿谷任主编。